# Saint-Thuriau

Saint-Thuriau este o comună în departamentul Morbihan, Franța. În 1 ianuarie 2022 avea o populație de 1.880 de locuitori.